# Софія Шведська
Софія Шведська (швед. Sofia av Sverige), повне ім'я Софія Вільгельміна Катаріна Марія Ловіса Шарлотта Анна Шведська (швед. Sofia Wilhelmina Katarina Maria Lovisa Charlotta Anna av Sverige), 21 травня 1801 — 6 липня 1865) — шведська принцеса з династії Гольштейн-Готторпів, донька короля Швеції Густава IV Адольфа та баденської принцеси Фредеріки, дружина великого герцога Баденського Леопольда.

## Біографія

### Дитинство та юність
Софія народилась 21 травня 1801 року в Королівському палаці Стокгольму. Вона була другою дитиною та старшою донькою в родині короля Швеції Густава IV Адольфа та його дружини Фредеріки Баденської. Мала старшого брата Густава, меншого — Карла Густава та сестер Амалію і Сесилію.
До 1803 року її вихователькою була Ядвіґа Ульріка де ла Ґарді, дружина генерал-майора Густава Моріца Армфельта. Надалі, до 1807 року, гувернанткою стала Шарлотта Штернельд,  дружина губернатора замку Гріпсгольм та одна з небагатьох жінок-масонів.
У 1807 році родина переїхала до новозбудованого палацу Хаґа, де жила з невеликим почтом, подалі від придворного життя.
Під час Шведської революції 1809 року владу Густава IV Адольфа було повалено, і, після кількамісячного арешту, сімейство емігрувало до Німеччини. Родичка Софії, Ядвіґа Шарлотта, змальовувала принцесу в її останній час на батьківщині як вперту та пихату дівчинку зі слабким самоконтролем.
6 грудня 1809 року Софія, разом із сестрами, в окремому екіпажі під наглядом гувернантки фон Панхуїс виїхала до Карлскруни. В канун Різдва сімейство відпливло до Копенгагену, а згодом дісталось Франкфурту. Навідавши Брухзал, у лютому 1810 року оселилося в палаці в Бадені, де виросла матір. Батько за два місяці залишив родину та, виїхавши до Швейцарії, вимагав розлучення. У 1810—1814 роках Фредеріка з дітьми жила у палаці Брухзал із матір'ю, після чого вони переїхали до власного будинку в Карлсруе. Також мали житло в Баден-Бадені та заміський будинок під назвою Вільямонт в передмісті Лозанни. Після підтвердження розлучення Фредеріки та Густава Адольфа євангельсько-лютеранською консисторією в Карлсруе 16 травня 1814 року, опікуном дітей став імператор Росії Олександр I, який охороняв їхні фінансові інтереси. Із батьком доньки, ймовірно, більше не бачилися.
Матір часто подорожувала, вихованням дітей займалося переважно бабуся Амалія.
Софія у віці 14 років була заручена з уродженим баденським принцом Леопольдом, який носив титул графа фон Гохберг. Наречений був старшим від неї на одинадцять років, навчався у Гайдельберзькому університеті, отримав чин генерал-майора та був єдинокровним братом її діда Карла Людвіга. Прадід після смерті першої дружини узяв морганатичний шлюб із Луїзою Ґейєр. Їхні нащадки, старшим серед яких був Леопольд, до 1796 року не мали права наслідувати трон. Дядько Софії, Карл, який обіймав престол від 1811 року, синів і братів не мав, що означало кризу престолонаслідування. Він вирішив поєднати у шлюбі племінницю та майбутнього спадкоємця заради додаткового підтвердження прав останнього на герцогство, бо наречені обоє були нащадками маркграфа Карла Фрідріха.
4 жовтня 1817 року Леопольд був визнаний спадкоємцем престолу Бадена та отримав предикат Високість. Невдовзі його права визнали європейські держави. У грудні 1818 року помер великий герцог Карл, і трон посів останній зі старшої гілки династії Церінгенів, Людвіг I.

### Шлюбне життя

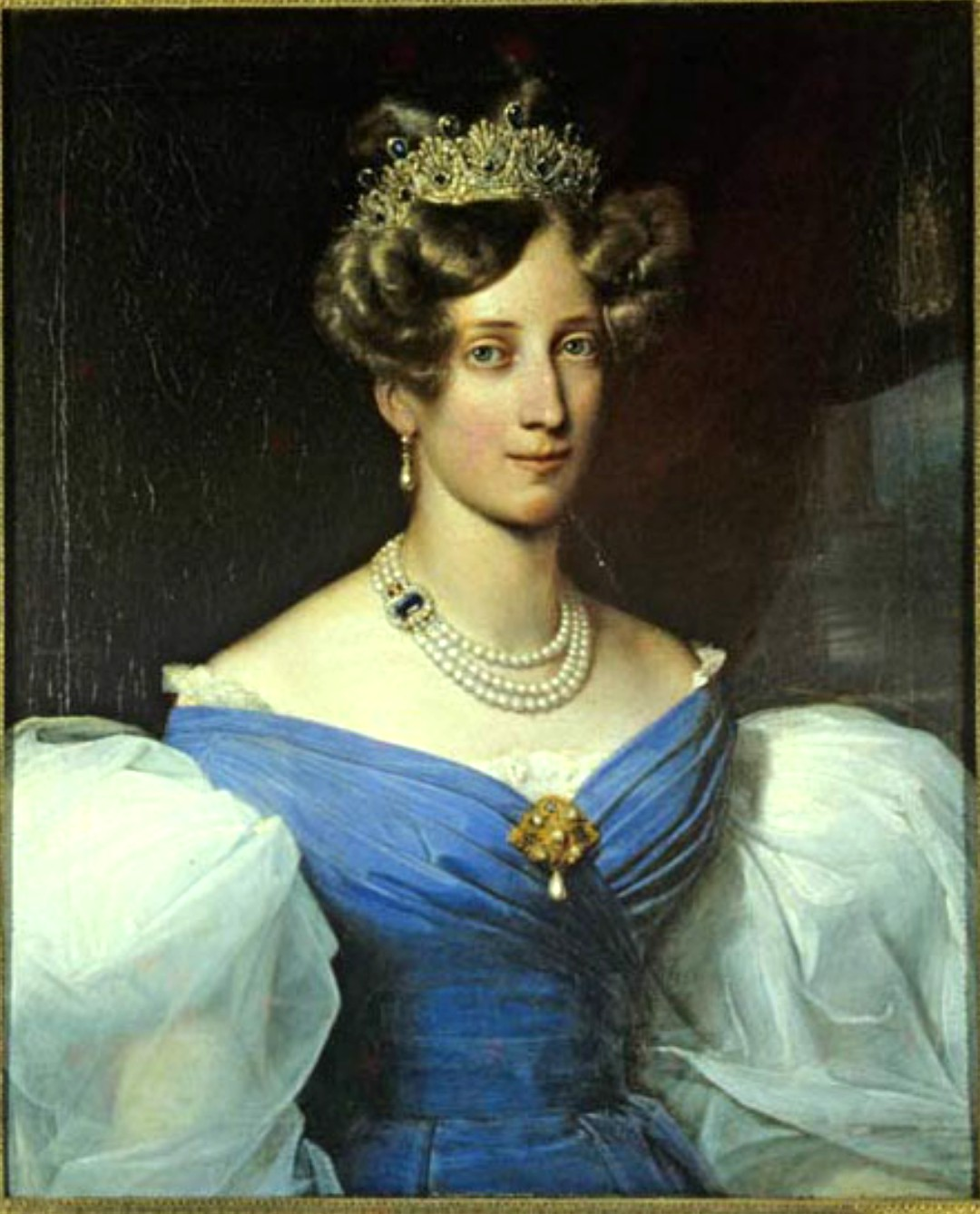
Портрет Софії Шведської пензля Ф. К. Вінтерхальтера, 1830

25 липня 1819 року 18-річна Софія взяла шлюб зі спадкоємцем баденського престолу Леопольдом. Весілля відбулося у Карлсруе. Незважаючи на те, що союз був династичним, перший час він був щасливим. Перші роки шлюбу подружжя жило спокійним усамітненим життям. У них народилося восьмеро дітей. У 1830 році Леопольд успадкував трон Бадена, а Софія стала першою леді двору. Резиденцією подружжя був палац Карлсруе, літо проводили у Новому замку в Баден-Бадені. Населення до великої герцогині ставилося з симпатією.  Придворні описували її як мудру і слухняну дружину, але сувору матір. Вона лягала пізно, пізно вставала. Була відома своїм красномовством, вела активну переписку з багатьма політиками Німеччини та родичами по всій Європі. Цікавилася мистецтвом, наукою і політикою. Була проінформована щодо всіх політичних подій в Європі. Займалася освітою дітей. Її зв'язки з Віднем були найбільш активними, тому вона наполягла, аби її сини служили в австрійській армії. Сподівалася, що її брат Густав зможе повернутися до Швеції і зайняти трон, але цього так і не сталося. 
У 1833 році подейкували, що Софія була замовницею вбивства Каспара Гаузера, який міг бути втраченим сином великого герцога Карла і законним спадкоємцем баденського престолу. Це викликало критику з боку громадськості та відчуження між великогерцогським подружжям. У батьківстві Леопольда після народження молодшої доньки виникло багато сумнівів. Справжнім батьком називали юдейського банкіра Габера, однак, жодних історичних підтверджень цього немає.
Під час революції 1848–49 років сімейство у травні 1849 року було змушене втікати до Гермерсгайму, а звідти до Майнца та Франкфурта. Назад вони повернулися у серпні. Леопольд, який мав проблеми зі здоров'ям, пішов з життя у квітні 1852 року. Трон успадкував їхній старший син Людвіг, якого за місяць перед тим було визнано недієздатним через невиліковну психічну хворобу. Юнак неконтрольовано ненавидів матір та публічно називав її відьмою.

### Вдівство
У 1852 році шведський королівський будинок Бернадотів висловив бажання примиритися з колишньою династією Швеції, але Софія рішуче відкинула будь-які зустрічі. Втім, у 1863 році вона зустрілася зі спадкоємним принцом Швеції Оскаром і його дружиною Софією. Зустріч виявилася успішною: Софія багато спілкувалася з ними, розпитуючи про те, як змінилася Швеція і, особливо, Стокгольм. Принцеса подарувала парі медальйон з літерою G, що означало «Густав» (ім'я її брата і одне з імен короля Оскара).
Мешкала у палаці на Військовій вулиці, виділеному їй як удовина доля. На його місці у 1890-х роках був збудований Палац Спадкоємного Герцога (нім. Erbgroßherzogliches Palais).
Померла 6 липня 1865 року. Була похована у протестантській церкві міста Карлсруе. Під час Другої світової війни будівля сильно постраждала, у 1946 році прах герцогині було перепоховано у крипті герцогської усипальні в Карлсруе.

## Вшанування
- У 1864 році на честь великої герцогині була перейменована вулиця в Карлсруе, яка отримала назву вулиця Софії (нім. Sophienstraße). Наразі є однією з найдовших в місті. Нумерація будівель сягає 250.[11]

## Родина

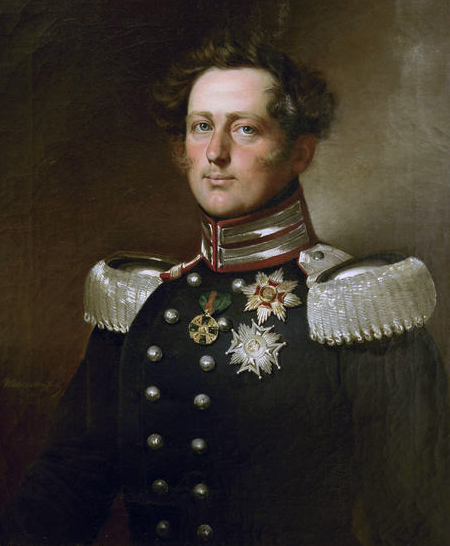
Портрет великого герцога Леопольда пензля Ф. К. Вінтерхальтера, 1831

Чоловік — Леопольд, великий герцог Баденський
Діти:
- Александріна (1820—1904) — дружина герцога Саксен-Кобург-Готи Ернста II, дітей не мала;
- Людвіг (26 жовтня—16 листопада 1822) — прожив 3 тижні;
- Людвіг (1824—1858) — наступний великий герцог Бадену у 1852—1856 роках, вважався душевнохворим, одруженим не був, дітей не мав;
- Фрідріх (1826—1907) — наступний великий герцог Бадену у 1856—1907 роках, був одружений із прусською принцесою Луїзою, мав трьох дітей;
- Вільгельм (1829—1897) — генерал від інфантерії, був одружений із російською княжною Марією Максиміліанівною Лейхтенберзькою, мав сина та доньку;
- Карл (1832—1906) — генерал від кавалерії, був одружений із баронесою Розалією Луїзою фон Бойст, мав єдиного сина, що не залишив нащадків;
- Марія (1834—1899) — дружина князя Лейнінгенського Ернста Леопольда, мала сина та доньку;
- Цецилія (1839—1891) — дружина російського великого князя Михайла Романова, мала семеро дітей.